# Holocnemus pluchei
Holocnemus pluchei (Scopoli, 1763) è un ragno appartenente alla famiglia Pholcidae.

## Distribuzione
La specie è stata reperita in diverse località dell'area mediterranea; i rinvenimenti di esemplari in altri luoghi sono da intendersi per introduzione della specie in quel territorio.

## Tassonomia
Al 2013 non sono note sottospecie e dal 2006 non sono stati esaminati nuovi esemplari.